# Bitva u mysu Passero
Bitva u mysu Passero byla jednou z námořních bitev druhé světové války ve Středozemním moři mezi italským a spojeneckým námořnictvem. Uskutečnila v brzkých ranních hodinách 12. října 1940 u jihovýchodního pobřeží Sicílie.

## Průběh střetnutí
Mezi dny 9. až 14. října plul britský konvoj prázdných nákladních lodí z Malty do Egypta. Doprovázela jej plavidla Středomořského loďstva Royal Navy. Protože byl vybaven radarem, plul nejseverněji, tj. nejblíže italskému pobřeží lehký křižník Ajax. Italské velení o konvoji vědělo, ale nemělo přesné informace. K jeho napadení bylo vysláno uskupení pod velením námořního kapitána Carla Margottioniho skládající se z torpédoborců Artigliere, Camica Nera, Avierre a Geniere a torpédovek Arione, Alcione a Ariel. Italským lodím se podařilo nalézt Ajax a dne 12. 10. 1940 v 1.42 hodin byl torpédovkami Alcione a Ariel zahájen útok, ke kterému se posléze přidaly další lodě. Italům se podařilo vypálit na Ajax několik torpéd, ale ta minula cíl. Ajax zahájil přesnou palbu ze všech svých děl, díky které byly potopeny torpédovky Ariel a Arione a Avierre byla poškozena. Plně byl zasažen i torpédoborec Artigliere, na jehož můstku zahynul i velitel akce. Italové se jej pokusili po boji odtáhnout k vlastnímu pobřeží, ale poté, co se opět přiblížily britské lodě, jej zanechali vlastnímu osudu. Bezvládnou loď poslal palbou děl a torpédy ke dnu těžký křižník York. Na straně Ajaxu došlo díky dělostřelecké palbě Italů ke zničení radaru, baterie 102 mm děl a k poškození můstku.
Téhož dne došlo ještě k jednomu útoku na konvoj ze strany italských hydroplánů, při kterém byl torpédem do přídě zasažen lehký křižník Liverpool. Po následném výbuchu paliva došlo k jeho těžkému poškození, ale byl zachráněn. Zádí napřed jej do Alexandrie odtáhl lehký křižník Orion.

## Výsledky a význam
Střetnutí skončilo pro Brity vítězstvím strategickým i taktickým. Italské lodě se jednak nedostaly k útoku na konvoj a jednak utrpěly i znatelně větší ztráty. Ajax se mohl pokusit zničit i další lodě, ale jeho primárním úkolem byla ochrana konvoje, proto v boji nepokračoval déle. Historickou zajímavostí je premiéra radaru v námořní bitvě, i když jeho význam v tomto konkrétním případě sporný, protože radar Ajaxu byl jednak určen k vyhledávání letadel a jednak byl v průběhu boje zničen.